# Myrmetes paykulli
Myrmetes paykulli é uma espécie de insetos coleópteros polífagos pertencente à família Histeridae.
A autoridade científica da espécie é Kanaar, tendo sido descrita no ano de 1979.
Trata-se de uma espécie presente no território português.